# Torneo di Wimbledon 1888 - Singolare femminile
La detentrice del titolo Lottie Dod ha battuto nel Challenge Round la vincitrice del torneo preliminare Blanche Bingley Hillyard per 6-3, 6-3.
È stato il secondo titolo per Lottie Dod e la terza finale consecutiva a Wimbledon per Hillyard.

## Tabellone

### Legenda
| - Q = Qualificato - WC = Wild card - LL = Lucky loser | - ALT = Alternate - SE = Special Exempt - PR = Protected Ranking | - w/o = Walkover - r = Ritirato - d = Squalificato |

### Challenge Round
|  | Finale                   |                          |                          |   |   |  |
|  |                          |                          |                          |   |   |  |
|  | Lottie Dod               | Lottie Dod               | Lottie Dod               | 6 | 6 |  |
|  | Blanche Bingley Hillyard | Blanche Bingley Hillyard | Blanche Bingley Hillyard | 3 | 3 |  |

### Finali
|  | Quarti di finale | Quarti di finale | Quarti di finale | Quarti di finale | Quarti di finale |  |  | Semifinali       | Semifinali       | Semifinali       | Semifinali       | Semifinali       |   |   | Finale | Finale | Finale | Finale | Finale |  |
|  |                  |                  |                  |                  |                  |  |  |                  |                  |                  |                  |                  |   |   |        |        |        |        |        |  |
|  |                  |                  |                  |                  |                  |  |  |                  |                  |                  |                  |                  |   |   |        |        |        |        |        |  |
|  |                  |                  |                  |                  |                  |  |  | Howes            | Howes            | Howes            | 6                | 6                |   |   |        |        |        |        |        |  |
|  | D. Patterson     | D. Patterson     | D. Patterson     | 6                | 6                |  |  | D. Patterson     | D. Patterson     | D. Patterson     | 4                | 2                |   |   |        |        |        |        |        |  |
|  | B. E. Williams   | B. E. Williams   | B. E. Williams   | 0                | 3                |  |  |                  |                  |                  |                  |                  |   |   | Howes  | Howes  | Howes  | 1      | 2      |  |
|  | Blanche Hillyard | Blanche Hillyard | Blanche Hillyard | 6                | 6                |  |  |                  |                  | Blanche Hillyard | Blanche Hillyard | Blanche Hillyard | 6 | 6 |        |        |        |        |        |  |
|  | Canning          | Canning          | Canning          | 2                | 2                |  |  | Blanche Hillyard | Blanche Hillyard | Blanche Hillyard | Blanche Hillyard | w/o              |   |   |        |        |        |        |        |  |
|  |                  |                  |                  |                  |                  |  |  | Phillimore       |                  |                  |                  |                  |   |   |        |        |        |        |        |  |
|  |                  |                  |                  |                  |                  |  |  |                  |                  |                  |                  |                  |   |   |        |        |        |        |        |  |